# Temeskenéz

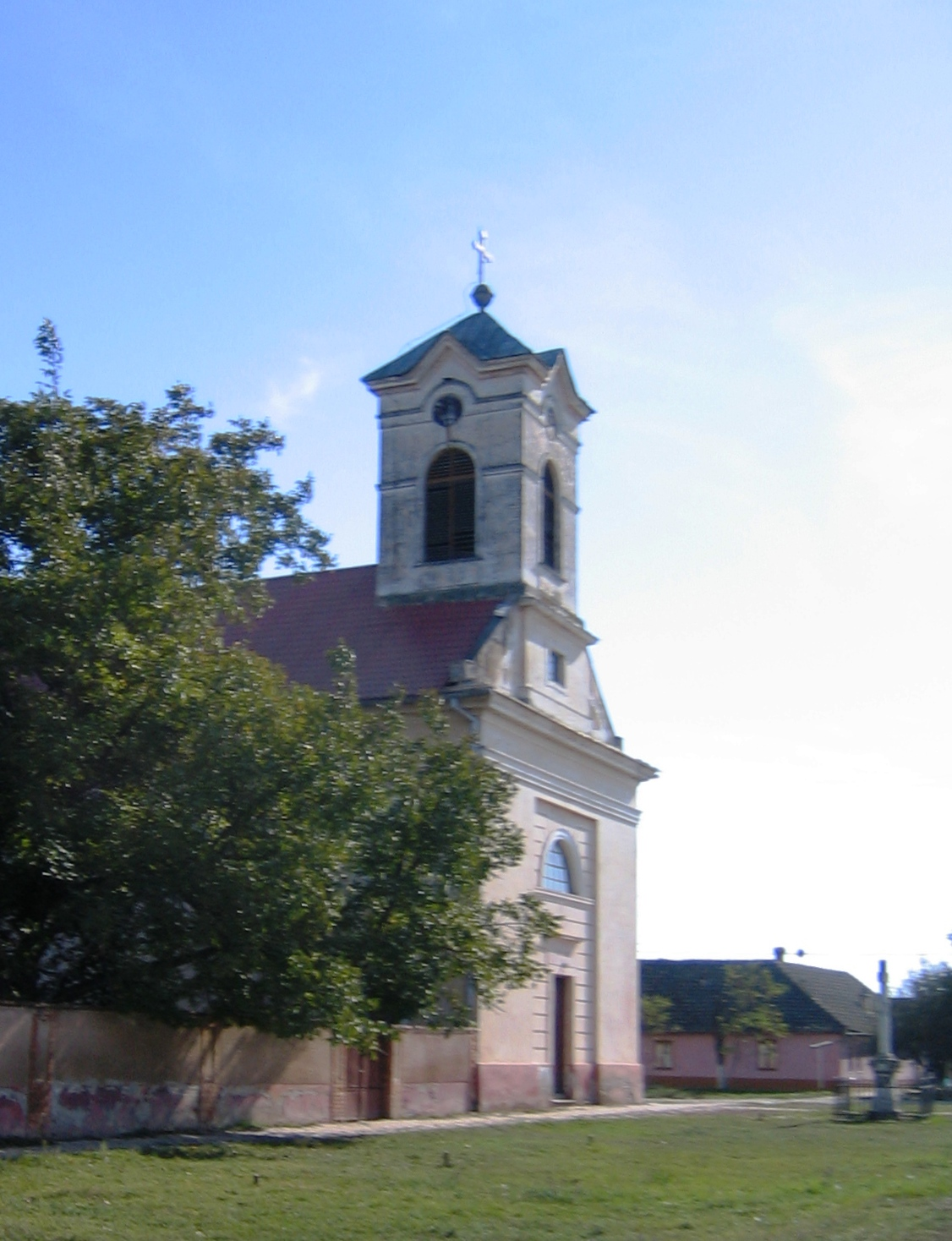
A római katolikus templom

Temeskenéz, 1904-ig Knéz (románul: Satchinez, korábban Chinez, németül: Knees, szerbül: Кнез) falu Romániában, a Bánátban, Temes megyében.

## Földrajz
Temesvártól 25 kilométerre északnyugatra fekszik, tengerszint feletti magassága 98 és 106 méter között váltakozik.

## Nevének eredete
Nevét 1333-ban Kenes, 1421–27-ben Kenez, 1479-ben Knez, 1554-ben Kınızi, majd 1666-ban és 1717-ben ismét Kenez alakban említették. A 18. és a 19. században Knéz alakban állandósult (1723, Knes), majd a 20. század elején élesztették föl középkori nevét, a vármegyére utaló előtaggal ellátva. Román neve a sat ('falu') és a chinez ('kenéz', de egyben 'kínai' is) szavak összetételéből való.

## Népesség

### A népességszám változása
| 1840 k. | 3182 | ?    | max. 470 | ?   |
| 1881    | 3366 | 1816 | 1171     | 217 |
| 1900    | 3310 | 1889 | 1237     | 115 |
| 1930    | 2666 | 1342 | 974      | 148 |
| 1966    | 2689 | 1748 | 552      | 104 |
| 1976    | 2912 | 2070 | 411      | 79  |
| 1992    | 2670 | 2245 | 75       | 37  |
| 2002    | 2818 | 2395 | 65       | 27  |

### Etnikai és vallási megoszlás
1840-ben 2673 ortodox (román és szerb), 470 római katolikus és 39 zsidó lakosa volt. 1910-ben 3024 lakosából 1671 volt román, 999 német, 210 szerb, 89 főként cigány és 54 magyar anyanyelvű; 1959 ortodox és 1051 római katolikus vallású, míg a zsidók száma négy főre apadt. 2002-ben 2818 lakosából 2395 vallotta magát román, 308 cigány, 65 német, 27 szerb és 19 magyar nemzetiségűnek; 2471 volt ortodox, 203 pünkösdi vallású, 84 római katolikus és 37 baptista.

## Története

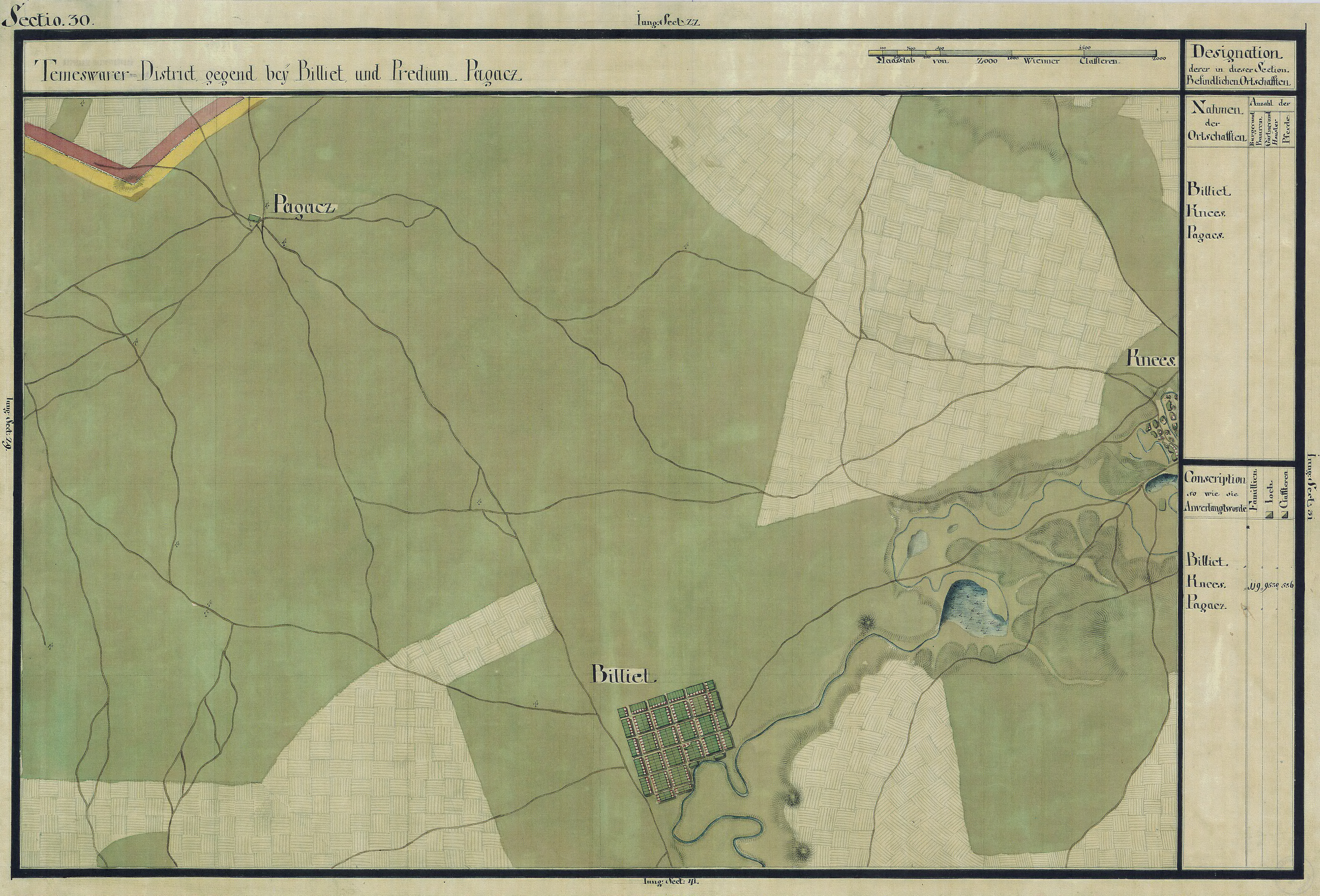
A falu (Knees néven) 1769–72-ben

A középkorban főként Csanád vármegyéhez tartozott, és Kinizsi Pál egyik lehetséges származási helyének tartják. A mellette egykor feküdt Kenézrekeszén (1390, Kenezrekeze) 1480-ban vár állott. A török hódoltság alatt szerbek lakták. A 18. század eleji háborúkban lakossága meggyérült, 1717-ben csupán tíz házat írtak össze benne. A szerbek mellé 1753-ban nagy- vagy kisszurduki románok települtek. 1779-ben Temes vármegyéhez csatolták. A kamara 1796-ben huszonhárom német családot telepített a románok és szerbek közé. A betelepítés a következő évtizedekben folytatódott.
Az utcarendbe szervezésekor, 1819-ben a német lakosságot a falu délkeleti peremre telepítették, 64 házba. Az új római katolikus gyülekezet 1823-ig, temploma elkészültéig a billédi plébánia filiája volt. 1838-ban 209 jobbágytelket számlált. Ekkoriban főként búzát és kukoricát termeltek benne és nagy mennyiségben tenyésztettek juhot. Határának 62%-a volt szántó, 18% rét és 11% legelő. A terület kb. 85%-ban úrbéres föld volt. 1848 november közepén itt foglalt állást Nagysándor József Georg Rukavinával szemben, aki Temesvár és Arad között igyekezett összeköttetést teremteni. A hónap 20-án Nagysándor a túlerő elől Zsombolya felé vonult vissza. 1885-ben gyógyszertár nyílt benne. 1951-ben a Bărăganra hurcolt németek házaiba moldvai és dobrudzsai telepeseket költöztettek, majd 1956 és 1961 között újabb román családokat telepítettek be. Német (sváb) lakossága az 1970-es években és 1989 után elhagyta. A római katolikus plébánia 1992-ben szűnt meg.

## Látnivalók
- A falu és Baracháza közötti Temeskenézi mocsarak a Bánát madárparadicsoma. 1942-ben, vegyes gémpopulációja miatt nyilvánították védett területté, és eddig 132 madárfajt figyeltek meg itt. Jelenleg egy 122 hektáros fészkelőterületből és egy 1072 hektáros pufferzónából áll.[4]
- A Grădiște határrészben (é. sz. 45°56’10’’, k. h. 21°1’26’’) valószínűleg 13–14. századi földvár sáncai, amelyet a helyi hagyomány Kinizsi Pálhoz köt.[5] A romániai műemlékek jegyzékében a TM-I-s-B-06082 sorszámon szerepel.[6]
- Román ortodox temploma barokk stílusban, 1804-ben épült.
- Római katolikus temploma 1822–23-ben épült, és Ávilai Szent Teréz tiszteletére szentelték föl. Toronysisakja régen a mainál lényegesen karcsúbb és magasabb volt.
- Szerb ortodox temploma 1889-ből való.

## Gazdaság
A falutól délnyugatra és délkeletre 1965 vagy 1968 óta kőolajat termelnek ki. A község területének 81%-a szántó és 6%-a legelő.

## Híres emberek
- Itt született 1846-ban Emanuil Ungureanu ügyvéd, bankár és mecénás.
- Itt született 1942-ben Martin Roos temesvári római katolikus püspök.